# Sandra Magnus
Sandra Hall Magnus (Belleville, 30 oktober 1964) is een voormalig Amerikaans ruimtevaarder. Magnus haar eerste ruimtevlucht was STS-112 met de spaceshuttle Atlantis en vond plaats op 7 oktober 2002. Tijdens de missie werd de Integrated Truss Structure (ITS) naar het Internationaal ruimtestation ISS gebracht.
Magnus maakte deel uit van NASA Astronaut Group 16. Deze groep van 44 ruimtevaarders begon hun training in 1996 en had als bijnaam The Sardines.
In totaal heeft Magnus drie ruimtevluchten op haar naam staan, waaronder meerdere missies naar het Internationaal ruimtestation ISS. In 2012 verliet zij NASA en ging zij als astronaut met pensioen. 